# Marie Therese Gosse
Marie Wilhelmine Therese Gosse (* 12. Dezember 1876 in Berlin; † 13. März 1961 in Naumburg (Saale)) war eine deutsche Pädagogin.
Gosse war die Tochter des Schutzmanns Carl Ludwig Gosse und dessen Frau Renate Johanna geb. Henze. Im Lette-Verein in Berlin zur Handarbeitslehrerin ausgebildet, unterrichtete Gosse an der Haushaltungs- und Gewerbeschule in Gnesen 1907 übernahm sie die Leitung derselben Schule in Danzig und 1912 die der Ostpreußischen Mädchengewerbeschule in Königsberg (Preußen). Sie sorgte für einen großzügigen Neubau und die Angliederung eines berufspädagogischen Instituts zur Ausbildung von Gewerbelehrerinnen.
Nach ihrer erzwungenen vorzeitigen Pensionierung zog sie nach Naumburg.